# Az-Zahir Tatar
Az-Zahir Tatar (arabisch الظاهر سيف الدين ططر, DMG aẓ-Ẓāhir Saif ad-Dīn Ṭaṭar; geboren um 1390; gestorben 1421) war Sultan der Mamluken in Ägypten im Jahr 1421.
Az-Zahir Tatar war um 1399 als Sklavenknabe nach Kairo gebracht worden, wo er bald als Mamluk Karriere machte und schließlich bis zum Emir aufstieg. Bereits vor dem Begräbnis des verstorbenen Sultans al-Mu’aiyad Schaich festigte er seine Position innerhalb der Mamluken-Elite und übernahm sehr rasch die Regentschaft für den kleinen Sultan al-Muzaffar Ahmad II.
Nicht alle Emire des Reichs waren mit Tatars de facto Machtergreifung einverstanden, und der Vizekönig von Damaskus erhob sich gegen ihn, wurde aber geschlagen und Tatar hielt als Sieger Einzug in Damaskus. Er ließ zahlreiche seiner Gegner einkerkern oder töten, heiratete die Mutter des kleinen Sultans, setzte diesen schließlich am 29. August 1421 ab und bestieg selbst den Mamluken-Thron. Daraufhin kehrte er nach Kairo zurück. Aus Furcht vor einem Attentat seiner Gegner im Kampf um die Macht hatte er seit seinem Aufbruch nach Damaskus stets ein Kettenhemd unter seiner Kleidung getragen, wodurch er sich jedoch eine chronische Erkältung zuzog. Sein Gesundheitszustand verschlechterte sich zusehends und führte schließlich am 30. November 1421 zu seinem Tod. Zwei Tage zuvor hatte er noch seinen Sohn as-Salih Muhammad III. zum Thronfolger bestimmt.